# 矛狀棘鱗魚
矛狀棘鱗魚為輻鰭魚綱金眼鯛目金鱗魚亞目金鱗魚科的其中一種，分布於東大西洋區，從葡萄牙至安哥拉海域，棲息深度3-200公尺，體長可達25公分，棲息在礁石區，夜行性，以底棲性無脊椎動物為食，可做為食用魚。

## 擴展閱讀
維基物種上的相關：矛狀棘鱗魚